# Băile Seiche
Băile Seiche (în maghiară Szejkefürdő) sunt o zonă de agrement aflată în intravilanul municipiului Odorheiu Secuiesc. Băile sunt strâns legate de numele lui Balázs Orbán, care este înmormântat în acest loc. Aici se organizează, de mai mult de trei decenii, Festivalul folcloric Szejke, unde este prezentată tradiția vie a folclorului autentic din țară și peste hotare.

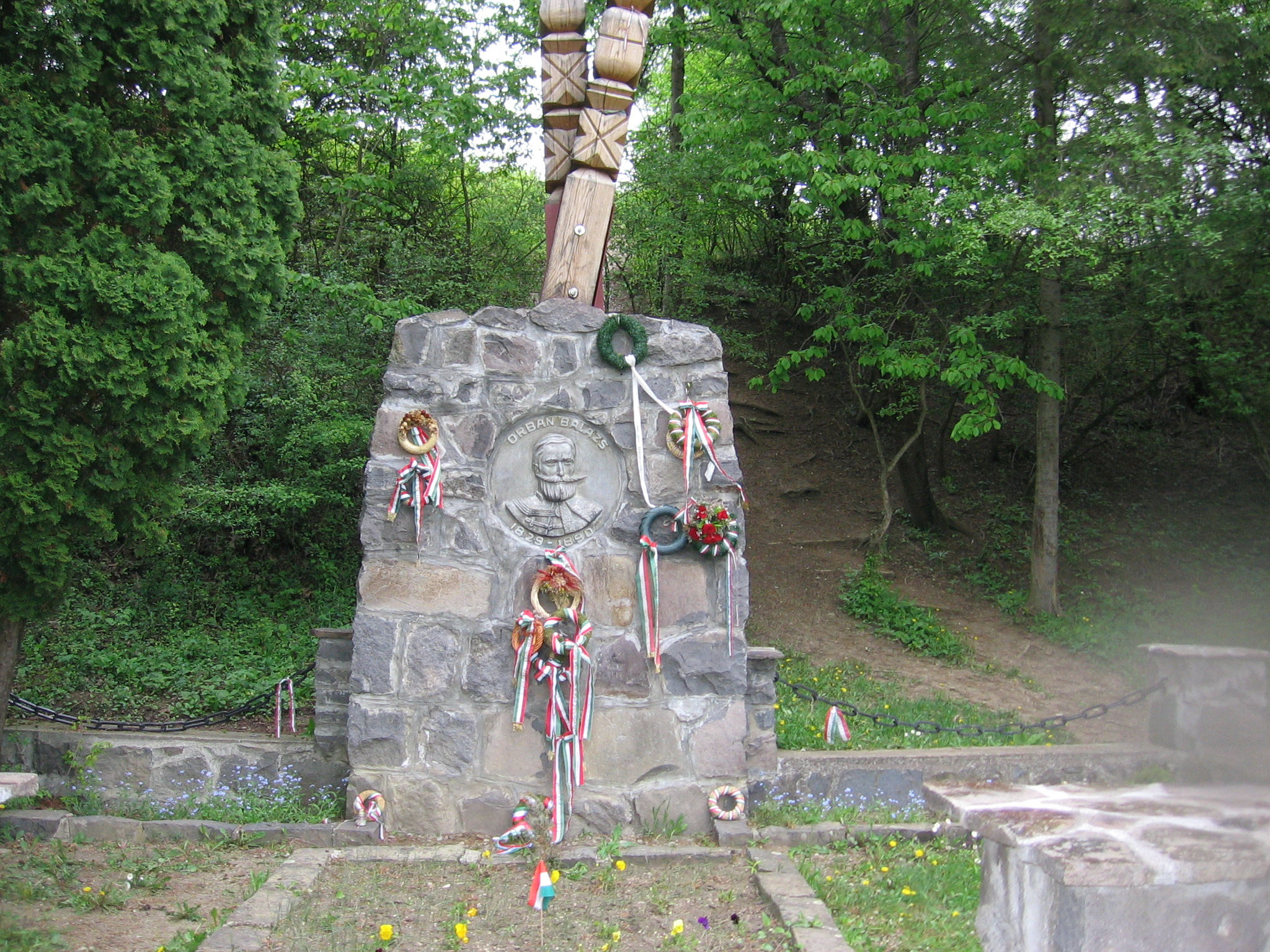
Monumentul funerar al lui Balázs Orbán

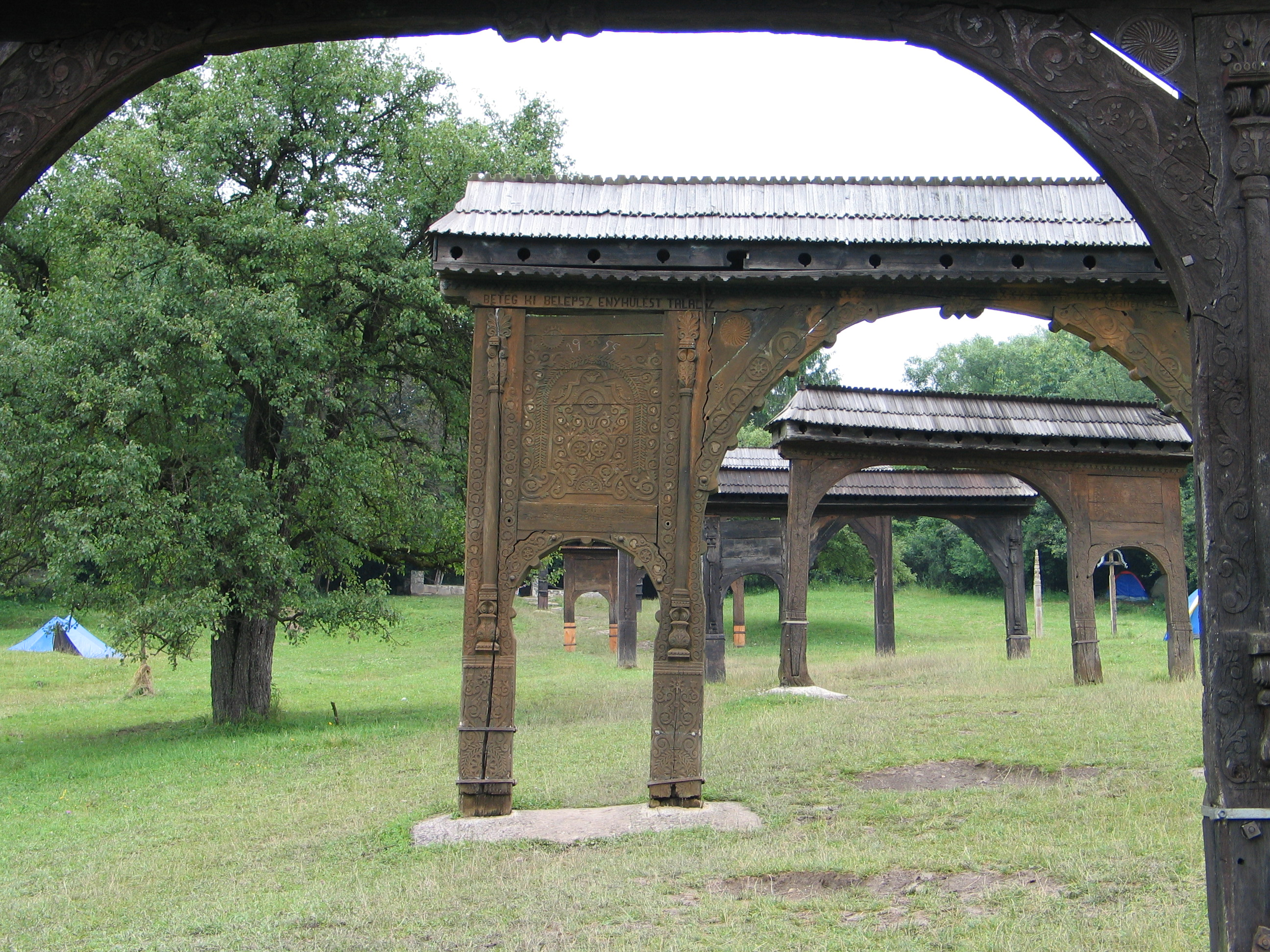
Expoziția de porţi secuiești

La Băile Seiche, aflate pe drumul drumul spre Sovata, la altitudinea de 504 m deasupra nivelului mării, se găsesc trei izvoare de apă minerală:
- Izvorul Seiche, cu apă bicarbonatată, calcică, sodică, carbogazoasă, hipotonă, cu gust de petrol, cu o mineralizație totală de 2327,84 mg/kg. Populația folosește această apă ca apă de băut, pentru consumul curent.
- Izvorul Orban Balazs, cu apă sulfuroasă, sodică, carbogazoasă, cu o mineralizație totală de 3097 mg/kg. Are un debit de aproximativ 20 l/min. și este folosită în cure balneare.
- Izvorul nr. 3, are o apă ușor sulfuroasă, alcalină, carbogazoasă, cu o mineralizație totală de 2948 mg/kg. Are un debit de aproximativ 9,5 l/minut.

În valea pârâului Sos există un izvor de apă termală, cu conținut de sulf, o mofetă și nămol terapeutic. 
Legenda spune că apele minerale au fost descoperite în 1766 de către un păstor, care a constatat că și-a vindecat picioarele bolnave, după ce și le-a spălat în izvorul din care se adăpa turma.
Balázs Orbán (1829-1890), scriitor, istoric, etnograf, publicist, fotograf și personalitate publică, care este considerat "cel mai mare dintre secui", a cumpărat în 1871 o proprietate de 22 ha, pe care se găseau băile pe care le-a renovat conform standardelor vremii. Monumentul de pe mormântul lui a fost construit în anul 1969, din piatră, și are un relief care îl reprezintă pe Balázs Orbán, realizat de sculptorul Orbán Áron. În anul 1992 mormântul a fost înscris în registrului monumentelor din județul Harghita.
În apropiere de mormânt s-a înființat o expoziție de porți populare, pentru păstrarea și expunerea artei populare ornamentale. Mai multe persoane, iubitori al artei populare, în colaborare cu Muzeul Haáz Rezsö din Odorheiu Secuiesc, au construit 14 porți secuiești. Prima poartă, amplasată în apropierea mormântului, este chiar fosta poartă a gospodăriei lui Balázs Orbán, cioplită în 1888, care a fost adusă la Băile Seiche. 